# 嘉賢居
嘉賢居（英語：The Spectacle）位於香港九龍油塘草園街8號，是單幢式住宅，附近為油塘工業區，樓高共37層，由香港小輪和恒基兆業發展（以良輝有限公司 為名），恆益物業管理管理，已於2009年11月入伙。示範單位曾經設於太子百匯軒。

## 歷史
嘉賢居前身為建發工商業中心，由香港小輪於1992年11月購入作收租物業。早於2000年，港輪已打算將建發工商業中心重建，其後2004年第三、四季間以5.15億元將全幢物業進行內部轉讓，成為該季最貴的買賣登記。原有工廈已於2005年至2006年拆卸，其後重建為此屋苑。

## 簡介
住宅位於油塘工業區，而由於區內一向較少新盤，故開售呎價由$5,300起。樓宇共高37層，但則有39樓（不設4、14及24、34樓），其中低層地下、高層地下及一樓設有商舖，而部份高層地下、一樓及二樓為停車場，共有38個車位。而住宅部分建於20多米高的基座上，中低層單位已擁有開揚的維港、港九市區景致。5樓以上為住宅，提供185個單位，標準樓層分佈於6至37樓(5樓單位附連私家平台花園，歸入特色戶型)，每層設6伙，單位由約700至2,500平方呎。
物業38、39樓打造成「行政樓層」，設有5個1300餘至2500餘方呎的相連、複式大宅，樓底高度加碼至約13呎。
發展商提供Royal Plus收租管理服務，由專人為業主處理收租、繳交差餉及物業稅等租務事項。

## 設施
3樓會所，命名為「嘉賢薈 Top Notch Club」，會所佔地2.5萬平方呎，以優美水景設計，斥資8000萬至1億元打造。會所主要分為兩部分：以玩水為主題的「盛薈」，以及以各式室內設施為主題的「健薈」。設施包括32米長度假酒店式室外游泳池、家庭水療室、健身室、派對樂園、兒童遊樂園、池景陽台宴會廳、卡拉OK室、電影放映室及鋼琴練習室等。

## 毗鄰
- 鯉魚門廣場
- 油美苑及油翠苑
- 高翔苑
- 高怡邨
- 高俊苑
- 油塘邨
- 油麗邨
- 大本型
- 油塘中心
- 鯉魚門邨
- 鯉灣天下
- Ocean One
- 海傲灣
- Peninsula East
- 高宏苑
- 油塘工業區
- 曦臺
- 蔚藍東岸
- 親海駅
- 朗譽
- 高曦苑（建築中）
- 東源街16號項目
- 油塘灣項目
- 油塘通風樓項目
- 四山街8號項目
- 鯉魚門
  - 三家村避風塘
  - 三家村碼頭
  - 鯉魚門市政大廈
  - 三家村
  - 馬環村
  - 安里西村
  - 馬背村
  - 輋頂村
  - 賽馬會鯉魚門創意館（前海濱學校）
  - 鯉魚門天后廟
  - 魔鬼山炮台
  - 鯉魚門燈塔

## 外部連結
- 嘉賢居官網（页面存档备份，存于）
- 恆基兆業-嘉賢居（页面存档备份，存于）